# Oemleria cerasiformis
Az Oemleria cerasiformis a rózsavirágúak (Rosales) rendjébe, ezen belül a rózsafélék (Rosaceae) családjába tartozó faj.
Nemzetségének az egyetlen faja.

## Előfordulása
Az Oemleria cerasiformis előfordulási területe Észak-Amerika nyugati parti területein van. A természetes élőhelye a kanadai Brit Columbiától, egészen az Amerikai Egyesült Államokbeli kaliforniai Santa Barbara megyéig terjed.

## Megjelenése
Ez a lombhullató cserje magassága 1,5-5 méter között van, általában 4,6 méter magas. A cserje egyenestartású és laza elágazású. Az 5-12 centiméter hosszú levelei lándzsa alakúak. A világoszöld levelek fiatalon uborkaillatot árasztanak. A hímivarú virágok és a nőivarú virágok más-más példányokon vannak, azaz kétlaki növényfaj. Virágai fehéres-zöldek és kissé harang alakúak; körülbelül 1 centiméter átmérőjűek és késő télen is nyílhatnak. Az ehető gyümölcsei, apró szilvákra emlékeztetnek; megérve sötétkékek. A termésszárak vörösesek. A kérge sima és a vörösesbarnától a sötétszürkéig változik.

## Életmódja
Az elterjedési területén az elsők között van, melyek tavasszal elkezdenek kihajtani.

## Felhasználása
Az indiánok étrendjébe tartozott ez a gyümölcs. Kérgéből teát készítettek. A termésszárait megrágva könnyű fájdalomcsillapítót és afrodiziákumot állítottak elő. Az egyenes hajtásaiból íjakat készítettek. Fájából kanalakat, fésűket, kötőtűket stb. lehet gyártani. Fája különböző egyéb faragásra is alkalmas.

## Képek

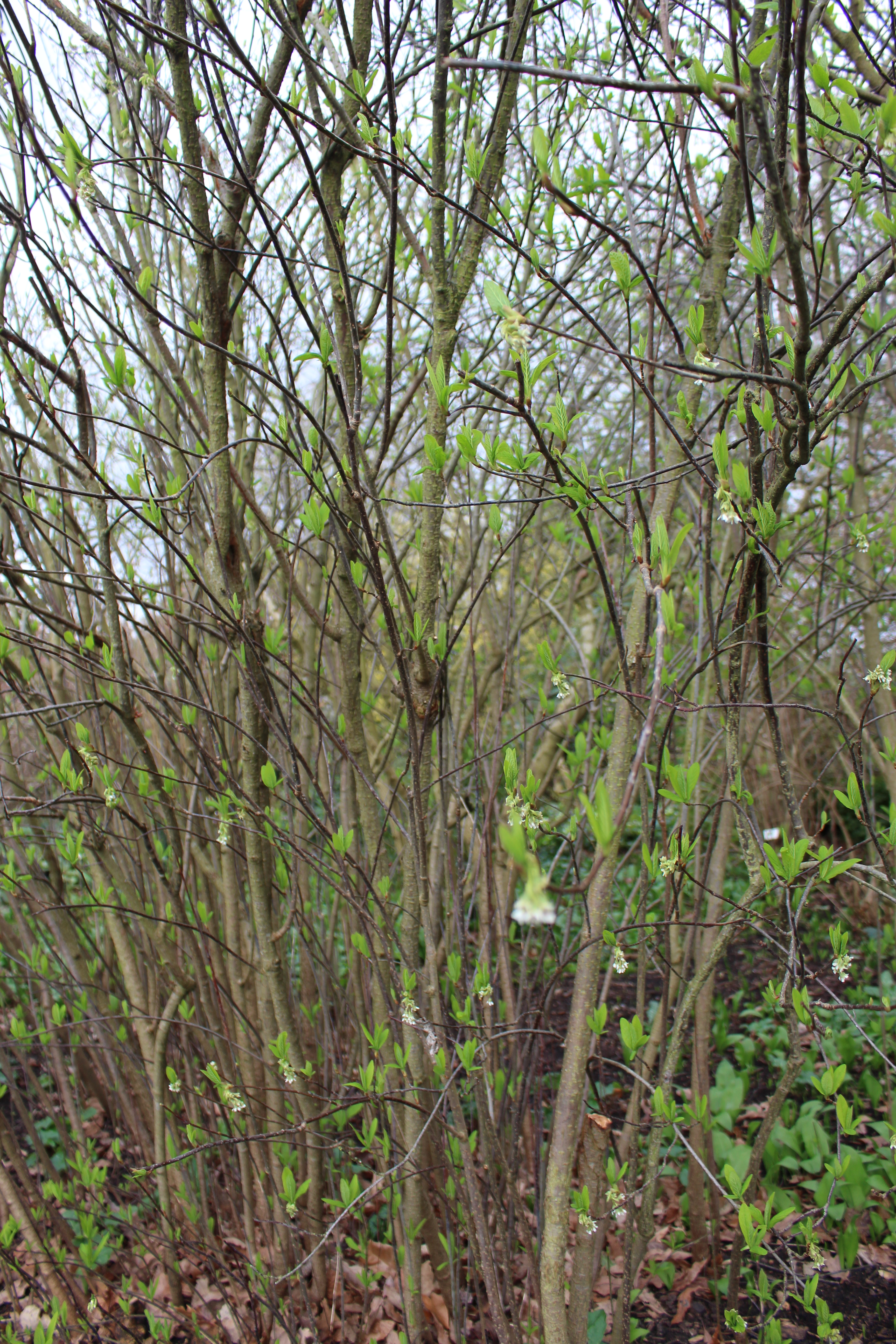
A növények
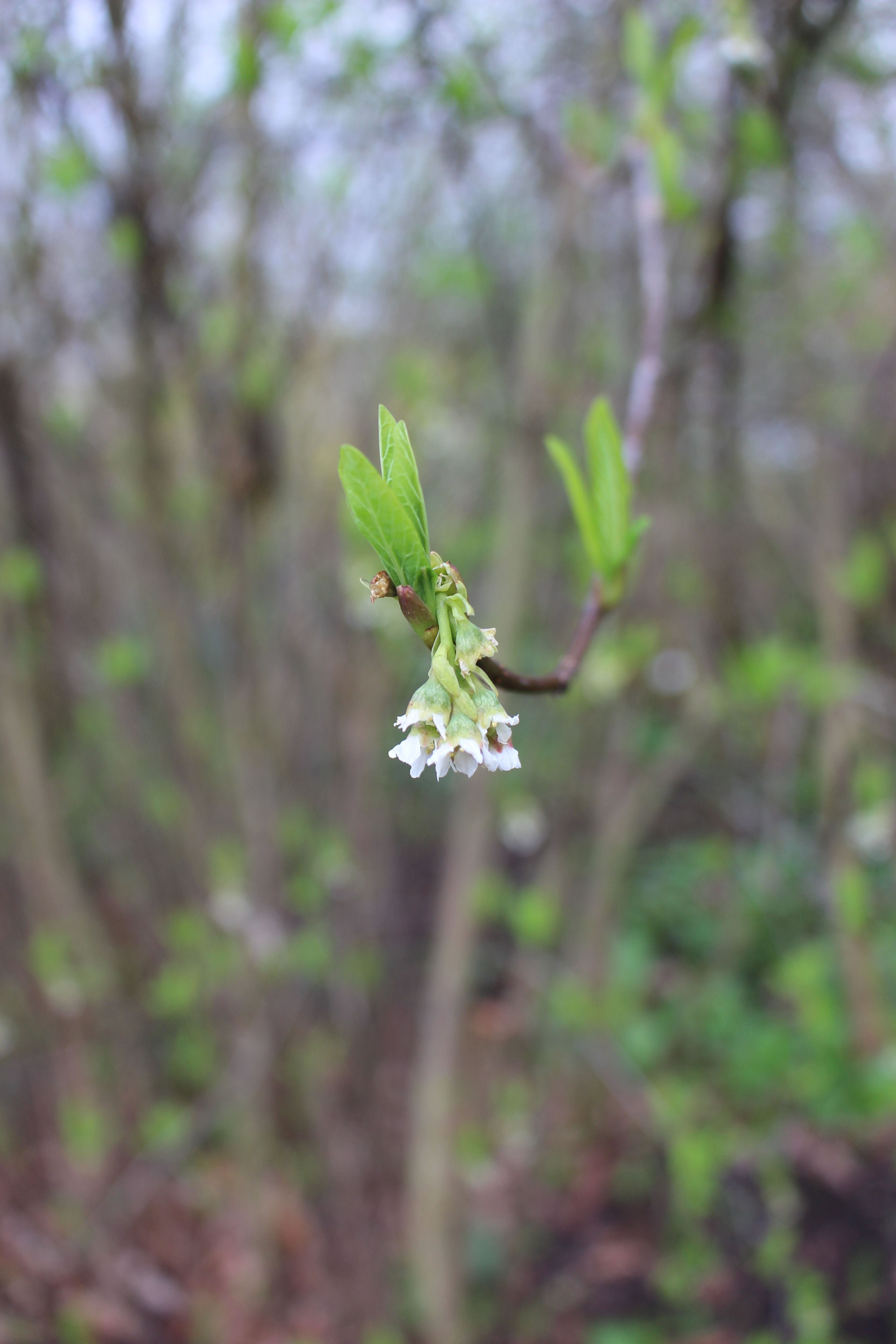
Késő télen és kora tavasszal nyílik
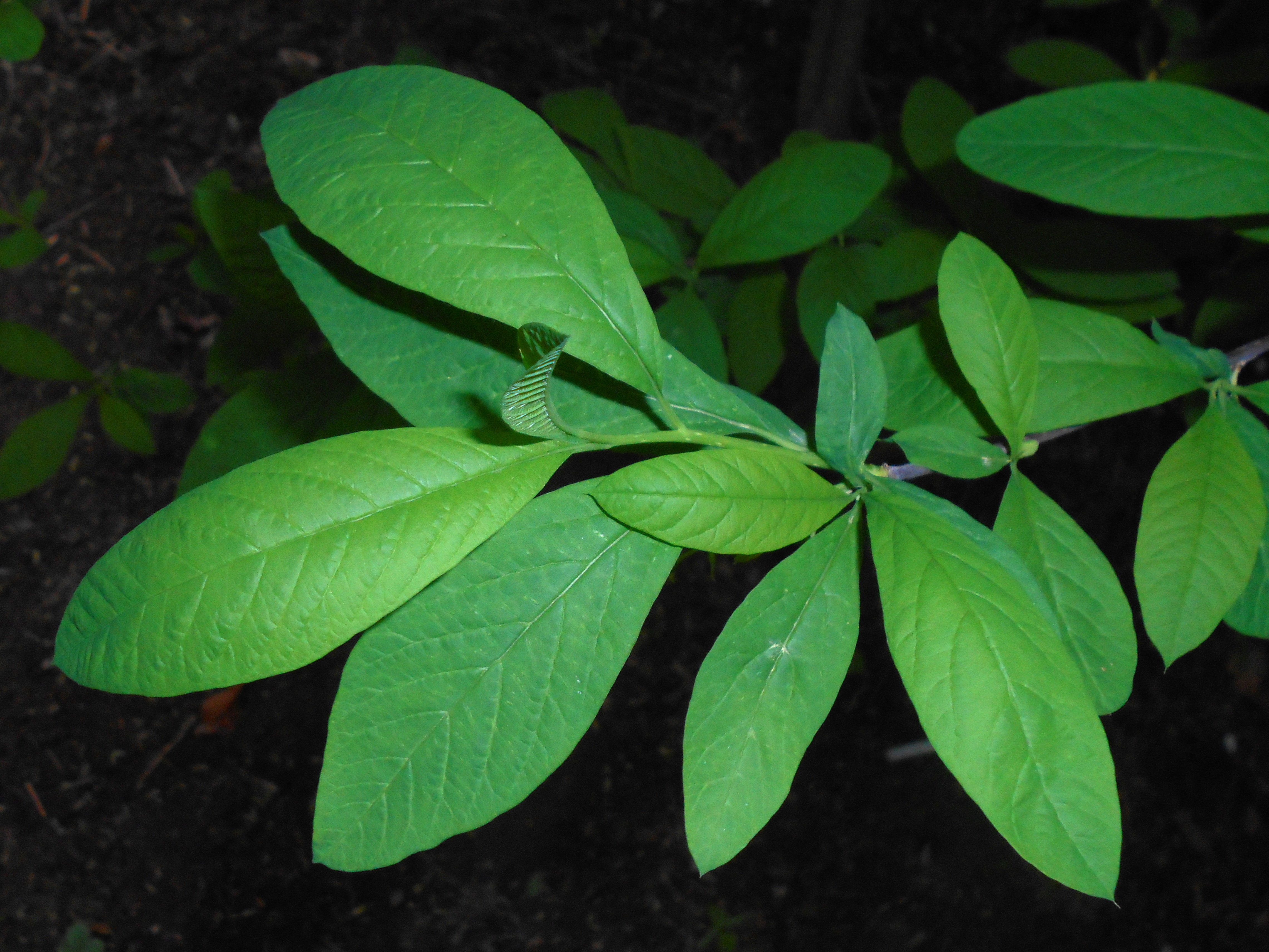
A levelei
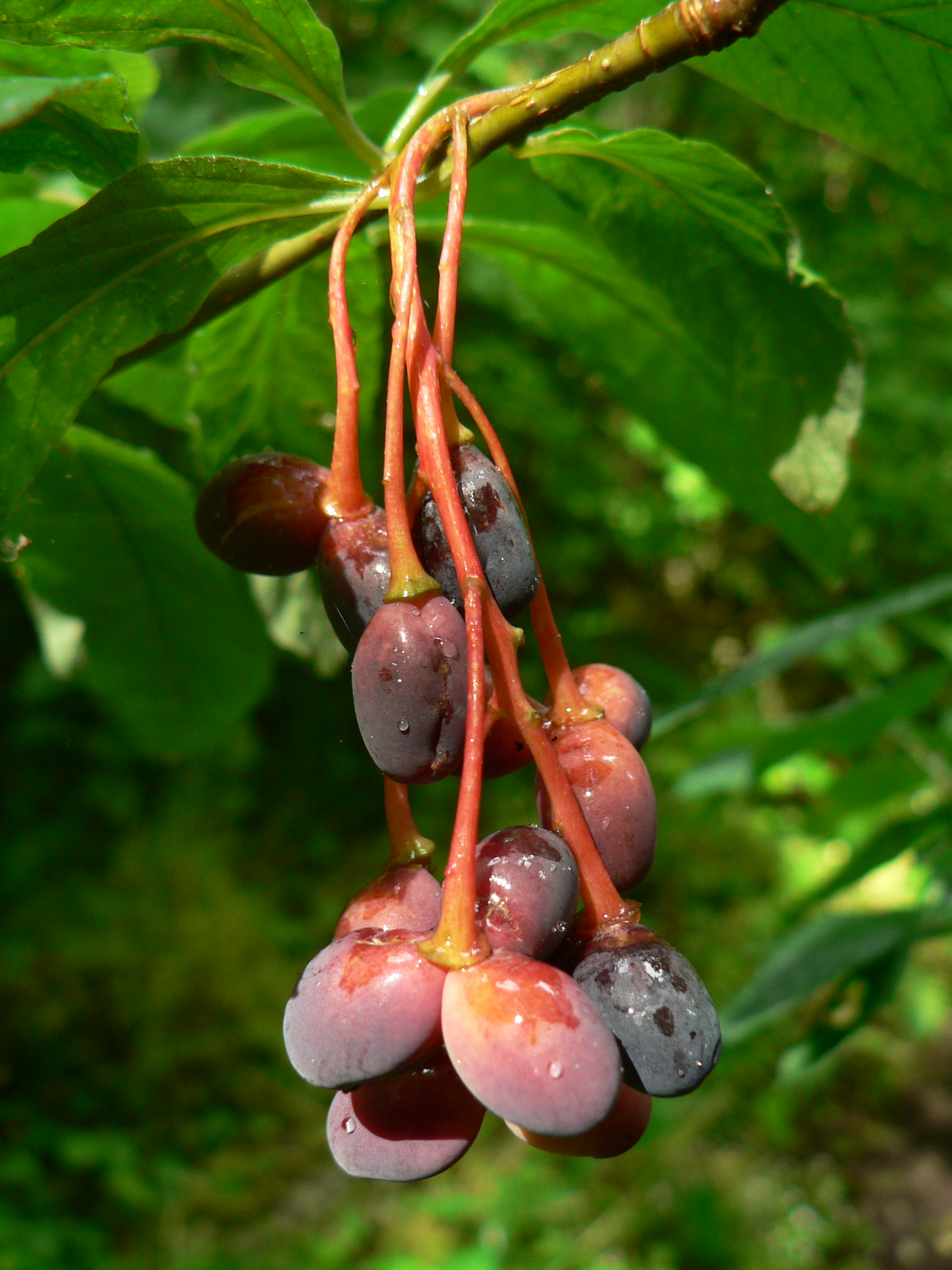
és termései

## Fordítás
- Ez a szócikk részben vagy egészben  az   Oemleria című angol Wikipédia-szócikk ezen változatának fordításán alapul.  Az eredeti cikk szerkesztőit annak laptörténete sorolja fel. Ez a jelzés csupán a megfogalmazás eredetét és a szerzői jogokat jelzi, nem szolgál a cikkben szereplő információk forrásmegjelöléseként.